# Listă de golfuri
- Această pagină este o listă de golfuri aranjate alfabetic

A
- Golful Abu Kir
- Golful Aden
- Golful Anadîr
- Golful Aqaba
- Golful Arabiei
- Golful Arta
- Golful Alaska
- Golful Arica

B
- Golful Baffin
- Golful Bengal
- Golful Bengala
- Golful Benin
- Golful Biafra
- Golful Biscaya
- Golful Botnic
- Golful Bristol
- Golful Burgas

C
- Golful California
- Golful Corintean

D
- Golful Dvin
- Golful Drinit

E
- Golful Evia de Sud

F
- Golful Faxaflói
- Golful Finlandei
- Golful Fundy

G
- Golful Georgiei
- Golful Guanabara
- Golful Guantanamo
- Golful Guineei
- Golful Gdansk

H
- Golful Honduras
- Golful Hudson

I
J
K
- Golful Kandalaksa
- Golful Kara Bogaz Gol
- Golful Kotor
- Golful Kvarner

L
- Golful Lawrence
- Golful Limanul Nistrului
- Golful Lion

M
- Golful Marsiliei
- Golful Massachusetts
- Golful Messinia
- Golful Mexic
- Golful Mezen
- Golful Mirabello
- Golful Mexic

N
- Golful Napoli
- Golful New York
- Golful Narva

O
- Golful Onega

P
- Golful Patras
- Golful Persic
- Golful Petalion
- Golful Plymouth
- Golful Porcilor

R
- Golful Riga

S
- Golful Saint-Malo
- Golful Samsun
- Golful San Francisco
- Golful Saronic
- Golful Saros
- Golful Sfântul George
- Golful Sinop
- Golful St.Laurentiu
- Golful San Jorge
- Golful San Matias

T
- Golful Thailandei
- Golful Trieste
- Golful Țaga rog

U
V
- Golful Varna
- Golful Viipuri
- Golful Venezuelei

Z